# Lietuvos Taurė 1990
La Lietuvos Taurė 1990 è stata la 1ª edizione del torneo, iniziata nel giugno del 1990 e terminata l'11 agosto successivo. 
Si è trattata della prima edizione della Coppa di Lituania dopo l'indipendenza dall'Unione Sovietica, ed è stata vinta dal Sirijus Klaipėda, dopo aver battuto battuto lo Žalgiris ai calci di rigore.

## Sedicesimi di finale
| Squadra 1               | Risultato | Squadra 2            |
| ----------------------- | --------- | -------------------- |
| Kibirkštis Vilnius      | 1 – 11    | Žalgiris             |
| Mituva Jurbarkas        | 0 – 4     | Banga Kaunas         |
| Merkys Varėna           | 1 – 0     | Sūduva               |
| Polonia Vilnius         | 1 – 4     | Vilija Kaunas        |
| Radistas Vilnius        | + – -     | Širvinta Vilkaviškis |
| Vingis Vilnius          | 0 – 2     | Neris Vilnius        |
| Versmė Birštonas        | 3 – 1     | ASMM Inkaras Kaunas  |
| Motoras Vilnius         | 1 – 4     | Vienybė Ukmergė      |
| Jaunystė Kėdainiai      | + – -     | Sakalas Šiauliai     |
| Technika Nemenčinė      | 1 – 3     | Geležinis Vilkas     |
| Žalgiris Naujoji Vilnia | 0 – 6     | Nevėžis              |
| Cementas Naujoji Akmenė | 1 – 2     | Jovaras Mažeikiai    |
| Sirijietis Klaipėda     | 1 – 0     | Elektronas Tauragė   |
| Žemaitis Mažeikiai      | + – -     | Granitas Klaipėda    |
| Modulis Pabradė         | + – -     | Ekranas              |
| Kooperatininkas Plungė  | 1 – 2     | Sirijus Klaipėda     |

## Ottavi di finale
| Squadra 1          | Risultato | Squadra 2           |
| ------------------ | --------- | ------------------- |
| Vienybė Ukmergė    | 5 – 1     | Versmė Birštonas    |
| Nevėžis            | - – +     | Jovaras Mažeikiai   |
| Geležinis Vilkas   | 4 – 1     | Jaunystė Kėdainiai  |
| Vilija Kaunas      | + – -     | Merkys Varėna       |
| Žemaitis Mažeikiai | 0 – 6     | Sirijietis Klaipėda |
| Neris Vilnius      | 5 – 0     | Radistas Vilnius    |
| Sirijus Klaipėda   | + – -     | Modulis Pabradė     |
| Žalgiris           | 6 – 1     | Banga Kaunas        |

## Quarti di finale
| Squadra 1         | Risultato       | Squadra 2           |
| ----------------- | --------------- | ------------------- |
| Žalgiris          | 5 – 1           | Vilija Kaunas       |
| Vienybė Ukmergė   | 1 – 1 (4-5 dtr) | Neris Vilnius       |
| Jovaras Mažeikiai | 5 – 1           | Geležinis Vilkas    |
| Sirijus Klaipėda  | 2 – 1           | Sirijietis Klaipėda |

## Semifinali
| Squadra 1        | Risultato   | Squadra 2         |
| ---------------- | ----------- | ----------------- |
| Žalgiris         | 4 – 0       | Neris Vilnius     |
| Sirijus Klaipėda | 1 – 0 (dts) | Jovaras Mažeikiai |

## Finale
| Arbitro: | Gorinas (Birštonas) |

|                                              |                      |                                                           |
| Atutis Ruzgys Mozuraitis Kiseliovas Vainoras | Tiri di rigore 4 – 3 | Ivanauskas Tereškin Naruševičius Kavaliauskas Kvitkauskas |